# Aldo Pedro Duscher
Alvaro 'Aldo' Pedro Duscher (nascut el 22 de març de 1979 a Esquel) és un exfutbolista argentí que jugava com a migcampista.
El 31 d'agost de 2010 fitxà pel RCD Espanyol per a una temporada, després de jugar dos anys al Sevilla FC.

## Palmarès

### Deportivo de La Corunya
- Copa del Rei (2001-02)

### Sevilla FC
- Copa del Rei (2009-10)